# Зсув Бернуллі
У математиці схема Бернуллі або зсув Бернуллі є узагальненням процесу Бернуллі для більш ніж двох можливих результатів. Схеми Бернуллі природно проявляються в  символьній динаміці, і тому важливі при досліджені динамічних систем. Багато важливих динамічних систем (такі як аксіома А в теорії динамічних систем) мають атрактор, який є добутком множини Кантора і гладкого многовиду, а динаміка на множині Кантора ізоморфна динаміці зсуву Бернуллі.  По суті, це розбиття Маркова. Термін «зсув» відноситься до оператора зсуву, який може бути використаний для вивчення схем Бернуллі. Теорема про ізоморфізм Орнштейна показує, що зсуви Бернуллі є ізоморфними, якщо їх ентропія однакова.

## Означення
Схема Бернуллі — це дискретний часовий стохастичний процес, де кожна незалежна випадкова величина може приймати одне з {\displaystyle N} різних можливих значень, причому {\displaystyle i}-й результат відбувається з імовірністю {\displaystyle p_{i}}, при {\displaystyle i=1,\dots ,N}, і
{\displaystyle \sum _{i=1}^{N}p_{i}=1.}
Простір елементарних подій як правило позначається
{\displaystyle X=\{1,\ldots ,N\}^{\mathbb {Z} }}
як скорочення для
{\displaystyle X=\{x=(\ldots ,x_{-1},x_{0},x_{1},\ldots ):x_{k}\in \{1,\ldots ,N\}\;\forall k\in \mathbb {Z} \}.}
Пов'язана міра називається мірою Бернуллі
σ-algebra {\displaystyle {\mathcal {A}}} на {\displaystyle X} є добутком {\displaystyle \sigma }-алгебр, тобто це (скінченний) прямий добуток {\displaystyle \sigma }-алгебр скінченної множини {\displaystyle \{1,\dots ,N\}}. Таким чином, трійка
{\displaystyle (X,{\mathcal {A}},\mu )}
є простором з мірою. Базис {\displaystyle {\mathcal {A}}} є циліндричною множиною. Нехай задано циліндричну множину {\displaystyle [x_{0},x_{1},\ldots ,x_{n}]}, її мірою є
{\displaystyle \mu \left([x_{0},x_{1},\ldots ,x_{n}]\right)=\prod _{i=0}^{n}p_{x_{i}}.}
Еквівалентний вираз з використанням позначень теорії ймовірностей має вигляд
{\displaystyle \mu \left([x_{0},x_{1},\ldots ,x_{n}]\right)=\mathrm {Pr} (X_{0}=x_{0},X_{1}=x_{1},\ldots ,X_{n}=x_{n})}
для випадкових величин {\displaystyle \{X_{k}\}}.
Схему Бернуллі, як і будь-який стохастичний процес, можна розглядати як динамічну систему з оператором зсуву {\displaystyle T}, де
{\displaystyle T(x_{k})=x_{k+1}.}
Оскільки результати незалежні, то зсув зберігає міру, і, отже, {\displaystyle T} є перетворенням, що зберігає міру. Четвірка
{\displaystyle (X,{\mathcal {A}},\mu ,T)}
є динамічною системою, що зберігає міру, і називається схемою Бернуллі або зсувом Бернуллі. Її часто позначають як
{\displaystyle BS(p)=BS(p_{1},\ldots ,p_{N}).}
При {\displaystyle N} = 2 схема Бурнуллі називається ппроцесом Бернуллі. Зсув Бернуллі можна розуміти як окремий випадок , зсуву Маркова, де всі елементи матриці сумжності одиниці.
Таким чином, відповідний граф є клікою.

## Відповідності та метрика
Відстань Геммінга забезпечує природну метрику для схеми Бернуллі.
Інша важлива метрика, так звана {\displaystyle {\overline {f}}}-метрика, визначається через супремум над відповідностями рядків
Нехай {\displaystyle A=a_{1}a_{2}\cdots a_{m}} і {\displaystyle B=b_{1}b_{2}\cdots b_{n}} — два набори символів. Відповідність є послідовністю {\displaystyle M} пар {\displaystyle (i_{k},j_{k})} набору.
Тобто пари для яких {\displaystyle a_{i_{k}}=b_{j_{k}}}, вважаються повністю впорядкованими.
Кожна окрема підпослідовність {\displaystyle i_{k}} і {\displaystyle j_{k}} впорядковується: {\displaystyle 1\leq i_{1}<i_{2}<\cdots <i_{r}}, і у такий же спосіб {\displaystyle 1\leq j_{1}<j_{2}<\cdots <j_{r}\leq n}.
{\displaystyle {\overline {f}}}-відстанню між {\displaystyle A} і {\displaystyle B} є
{\displaystyle {\overline {f}}(A,B)=1-{\frac {2\sup |M|}{m+n}},}
де супремум беремо за усіма відповідностями {\displaystyle M} між {\displaystyle A} і {\displaystyle B}.
Так означена відстань задовольняє нерівність трикутника лише при умові, що {\displaystyle m=n,}
і тому це не зовсім справжня метрика. Незважаючи на це, в літературі загальновживаним є термін «відстань».

## Узагальнення
Більшість властивостей схеми Бернуллі випливають із зліченного прямого добутку, ніж з скінченного базового простору.
Таким чином, можна прийняти за базовий простір стандартний простір ймовірностей {\displaystyle (Y,{\mathcal {B}},\nu )} і визначити схему Бернуллі як
{\displaystyle (X,{\mathcal {A}},\mu )=(Y,{\mathcal {B}},\nu )^{\mathbb {Z} }.}
Такий підхід є конструктивним, оскільки зліченний прямий добуток стандартного простору ймовірностей знову є стандартним простором ймовірностей.
Для іншого узагальнення можна замінити цілі числа {\displaystyle \mathbb {Z} } на зліченну дискретну групу {\displaystyle G}. Таким чином,
{\displaystyle (X,{\mathcal {A}},\mu )=(Y,{\mathcal {B}},\nu )^{G}.}
У цьому випадку оператор зсуву замінюється на дію групи
{\displaystyle gx(f)=x(g^{-1}f)}
для елементів групи, {\displaystyle f,g\in G} і {\displaystyle x\in Y^{G}} розуміється як функція {\displaystyle x\colon G\to Y} (будь-який прямий добуток {\displaystyle Y^{G}} розуміємо як множину функції {\displaystyle [G\to Y]}, оскільки це є експоненційний об'єкт . Міра {\displaystyle \mu } вибирається як міра Хаара, яка інваріантна під дією групи:
{\displaystyle \mu (gx)=\mu (x).\,}
Ці узагальнення також загальнопринято називати схемами Бернуллі, оскільки вони все ще зберігають більшість властивостей скінченного випадку.

## Властивості
Яків Синай показав, що ентропія Колмогорова схеми Бернуллі визначається як
{\displaystyle H=-\sum _{i=1}^{N}p_{i}\log p_{i}.}
Ця формула для ентропії випливає із загального означення ентропії прямого декартового добутку ймовірносних просторів, яке випливає з властивості асимптотичного розподілу. У випадку загального базового простору {\displaystyle (Y,{\mathcal {B}},\nu )} (тобто базовий простір, який не є зліченним) зазвичай розглядається відносна ентропія. Так, наприклад, якщо маємо зліченне розбиття
{\displaystyle H_{Y'}=-\sum _{y'\in Y'}\nu (y')\log \nu (y').}
У загальному випадку ця ентропія залежить від розбиття. Однак для багатьох динамічних систем, коли символьна динаміка не залежить від розбиття (скоріше існують ізоморфізми, які пов'язують символьну динаміку різних розбиттів і залишають міру інваріантною), і тому такі системи можуть мати добре визначену ентропію, яка не залежить від розбиття.

## Теорема про ізоморфізм Орнштейна
Теорема про ізоморфізм Орнштейна стверджує, що дві схеми Бернуллі з однаковою ентропією ізоморфні. Результат є дуже особливим, оскільки для несхематичних систем, таких як автоморфізми Колмогорова немає подібної властивості. Теорема про ізоморфізм насправді набагато глибша: вона забезпечує простий критерій, за допомогою якого багато різних динамічних систем, що зберігають міру, можна вважати ізоморфними схемам Бернуллі. Результат виявився неочікуваним, оскільки багато систем, які раніше вважалися непов'язаними, виявились ізоморфними. До них відносяться скінченні стаціонарні стохастичні процеси,  підзсуви скінченного типу, скінченні ланцюги Маркова, дифероморфізми Аносова і більярди Сіная: всі вони ізоморфні до схем Бернуллі.
В узагальненому випадку теорема про ізоморфізм Орнштейна залишається справедливою, якщо група {\displaystyle G} є зліченною нескінченною аменабельною групою.

## Автоморфізм Бернуллі
Оборотне перетворення, що зберігає міру  стандартного простору ймовірностей (простір Лебега) називають автоморфізмами Бернуллі , якщо воно ізоморфне зсуву Бернуллі.